# 봉래동 (부산)
봉래동(蓬萊洞)은 부산광역시 영도구의 동이다. 행정동 봉래 1동과 2동으로 나뉜다. 법정동은 봉래동 1~5가로 나뉜다. 봉래 1동은 법정동 봉래동 1~3가를 봉래 2동은 봉래동 4~5가(봉래동4가 일부는 신선동의 관할)를 관할한다.

## 개요
면적 0.93km2, 인구 약 19000명이다. 북쪽은 해안과 접해있고 동쪽은 청학동, 서쪽은 영선동과 접하고 있다.

## 지명의 유래

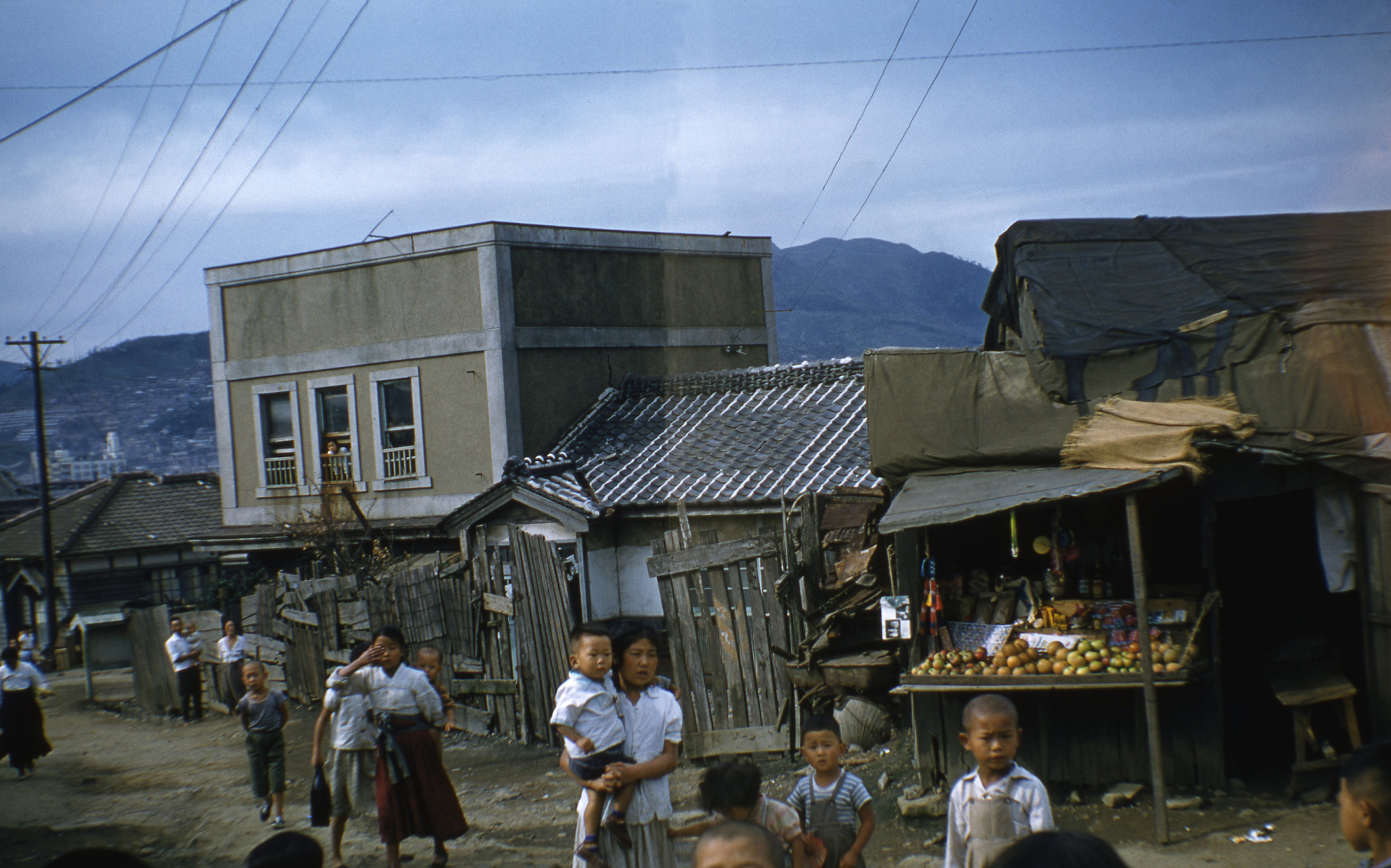
1960년의 봉래동 풍경

봉래산의 주맥(主脈)이 닿은 곳이라고 하여 붙여진 이름이다. 일제강점기에는 부산항을 마주한다고 해서 항정(港町) 1∼4정목이라고 하였으며, 8·15 광복 후 봉래 1∼4동으로 개칭하였다.

## 교육
봉래동에는 고등학교와 중학교는 없으며 초등학교만 두 군데 있다.
- 대교초등학교
- 봉학초등학교

## 인구
| 연도   | 총인구   |  | 비고                                                  |
| ------ | -------- |  | ----------------------------------------------------- |
| 1966년 | 31,507명 |  | 봉래1동(7,318명), 봉래2동(6,382명), 봉래3동(17,807명) |
| 1970년 | 35,198명 |  | 봉래1동(7,092명), 봉래2동(6,384명), 봉래3동(21,722명) |
| 1975년 | 39,734명 |  | 봉래1동(9,273명), 봉래2동(6,538명), 봉래3동(23,923명) |
| 1980년 | 37,849명 |  | [ 1 ]                                                 |
| 1985년 | 34,491명 |  | [ 2 ]                                                 |
| 1990년 | 30,444명 |  | [ 3 ]                                                 |
| 1995년 | 26,704명 |  | [ 4 ]                                                 |
| 2000년 | 22,238명 |  | 봉래1동(8,439명), 봉래3동(6,443명), 봉래4동(7,356명)  |
| 2005년 | 19,718명 |  | 봉래1동(8,533명) 봉래3동(5,580명) 봉래4동(5,605명)    |
| 2010년 | 18,142명 |  | 봉래1동(7,895명) 봉래2동(10,247명)                    |
| 2015년 | 15,817명 |  | 봉래1동(7,369명), 봉래2동 (8,448명)                   |
| 2020년 | 12,884명 |  | 봉래1동(7,424명), 봉래2동(5,460명)                    |

## 아파트
봉래동3가
- 성우주택개발 영도 성우펠리체리움 : 2015년 3월 입주.

## 관광
봉래1동
- 라발스호텔 부산 (봉래동1가)

1. ↑  봉래1동(7,515명), 봉래2동(5,287명), 봉래3동(11,716명), 봉래4동(13,331명)
2. ↑  봉래1동(7,196명), 봉래2동(4,866명), 봉래3동(10,253명), 봉래4동(12,176명)
3. ↑  봉래1동(6,229명), 봉래2동(3,973명), 봉래3동(9,293명), 봉래4동(10,949명)
4. ↑  봉래1동(6,788명), 봉래2동(3,301명), 봉래3동(7,267명), 봉래4동(9,348명)
5. ↑  1998년 봉래제1,2동을 봉래제1동으로 통합
6. ↑  2007년 봉래제3동과 봉래제4동을 봉래제2동으로 통합